# Pleroma (gnosticism)
Pleroma är Fullheten, den gode Guden (ej skaparguden Demiurgen) inom gnosticismen. Den består av sammanlagt 30 eoner, anledningen till detta antal är frambringad genom bokstavsmystik, då guds namn i hebreiskans tetragrammaton har siffervärdet 30 (26+4): härledd ur JHWH. Då representerar varje eon en bokstav av Guds namn som är hela Pleroma.

## Filosofiskbeskrivning
Den är en beskrivning av tillvarons manifestation, ett koncept över den odödliga världens emanation; (eonerna som då flödar ur Monaden). Den är Monaden, men vår visuella begränsning hindrar oss ifrån att uppfatta den då den beskriver ett omedvetet tillstånd. Den är obegränsad och ingenting är bortom den därför att den är tidlös. Att förstå Pleroma skulle innebära att vara medveten inom det omedvetna. För att nå Pleroma måste gnostikern bli fri ifrån alla attribut som representeras av den materiella världen då dessa endast är skenbilder av sanningen. Genom att reflektera över detta system kan gnostikern nå gnosis. Först då kan den befrias ifrån materialismens bojor och uppfatta härligheterna inom Monaden.
Frågan är ifall dessa urkunder över Pleroma är manifestationer av Pleroma, alltså en reflektion av den yttersta tillvaron, eller om dem är vårt medvetandes manifestation. Då vi beskriver dem med språk bundna inom det materiella.
En annan fråga är observatörens påverkan av urkunderna. Om man låter beskriva Pleroma som en fraktal både bildligt och tekniskt. Vari är då början och slutet av Pleroma? Det åligger därför hos observeraren själv att välja början och slut, men då är det ingen verklig början eller ett slut därför att Pleroma har ingen början - ej heller något slut. Varje födelse emot Pleroma är därför ett under.